# Tambakmas (Sukomoro)
Tambakmas is een bestuurslaag in het regentschap Magetan van de provincie Oost-Java, Indonesië. Tambakmas telt 1918 inwoners (volkstelling 2010).